# Campeonato Mundial de Patinaje Artístico sobre Hielo de 2008
El  XCVIII Campeonato Mundial de Patinaje Artístico se realizó en Gotemburgo (Suecia) entre el 17 y el 23 de marzo de 2008. Fue organizado por la Unión Internacional de Patinaje sobre Hielo (ISU) y la Federación Sueca de Patinaje Artístico sobre Hielo. 
Las competiciones se efectuaron en la arena Scandinavium de la ciudad sueca. 

## Países participantes
Participaron en total 203 patinadores (46 en la categoría de hombre, 53 en la de mujeres, 21 parejas y 31 parejas de danza en hielo) de 48 federaciones nacionales afiliadas a la ISU:
| - Alemania (6) - Australia (4) - Austria (4) - Azerbaiyán (3) - Bélgica (2) - Bielorrusia (5) - Bulgaria (4) - Canadá (11) - China (9) - Corea del Sur (2) - Croacia (4) | - Eslovaquia (2) - Eslovenia (1) - España (2) - Estados Unidos (16) - Estonia (3) - Filipinas (1) - Finlandia (3) - Francia (10) - Georgia (1) - Grecia (3) - Hong Kong (1) - Hungría (4) | - Israel (6) - Italia (9) - Japón (8) - Letonia (1) - Lituania (4) - México (2) - Mónaco (1) - Nueva Zelanda (2) - Noruega (1) - Polonia (6) - Puerto Rico (1) - Reino Unido (6) - República Checa (5) | - Rumania (2) - Rusia (12) - Serbia (1) - Sudáfrica (2) - Suecia (3) - Suiza (6) - Tailandia (1) - Taiwán (1) - Turquía (2) - Ucrania (8) - Uzbekistán (5) |

## Resultados

### Masculino
| Puesto | Nombre         | País           | Puntos |
| ------ | -------------- | -------------- | ------ |
| Oro    | Jeffrey Buttle | Canadá         | 245,17 |
| Plata  | Brian Joubert  | Francia        | 231,22 |
| Bronce | Johnny Weir    | Estados Unidos | 221,84 |

### Femenino
| Puesto | Nombre           | País          | Puntos |
| ------ | ---------------- | ------------- | ------ |
| Oro    | Mao Asada        | Japón         | 185,56 |
| Plata  | Carolina Kostner | Italia        | 184,88 |
| Bronce | Yu-Na Kim        | Corea del Sur | 183,23 |

### Parejas
| Puesto | Nombre                            | País     | Puntos |
| ------ | --------------------------------- | -------- | ------ |
| Oro    | Aliona Savchenko / Robin Szolkowy | Alemania | 202,86 |
| Plata  | Dan Zhang / Hao Zhang             | China    | 197,82 |
| Bronce | Jessica Dube / Bryce Davison      | Canadá   | 192,78 |

### Danza en hielo
| Puesto | Nombre                                   | País    | Puntos |
| ------ | ---------------------------------------- | ------- | ------ |
| Oro    | Isabelle Delobel / Olivier Schoenefelder | Francia | 212,94 |
| Plata  | Tessa Virtue / Scott Moir                | Canadá  | 208,80 |
| Bronce | Yana Khokhlova / Sergei Novitski         | Rusia   | 203,26 |

## Medallero
| Núm. | País           | Oro | Plata | Bronce | Total |
| ---- | -------------- | --- | ----- | ------ | ----- |
| 1    | Canadá         | 1   | 1     | 1      | 3     |
| 2    | Francia        | 1   | 1     | 0      | 2     |
| 3    | Alemania       | 1   | 0     | 0      | 1     |
| 3    | Japón          | 1   | 0     | 0      | 1     |
| 5    | China          | 0   | 1     | 0      | 1     |
| 5    | Italia         | 0   | 1     | 0      | 1     |
| 7    | Corea del Sur  | 0   | 0     | 1      | 1     |
| 7    | Estados Unidos | 0   | 0     | 1      | 1     |
| 7    | Rusia          | 0   | 0     | 1      | 1     |
|      | TOTAL          | 4   | 4     | 4      | 12    |

| Predecesor: Japón 2007 | Campeonato Mundial de Patinaje Artístico sobre Hielo 2008 | Sucesor: Estados Unidos 2009 |

- Datos: Q739553
- Multimedia: 2008 World Figure Skating Championships / Q739553